# Nord-Aurdal
Nord-Aurdal è un comune norvegese della contea di Innlandet. L'amministrazione centrale ha sede a Fagernes.